# De Havilland Vampire
El de Havilland Vampire va ser un avió de caça britànic dissenyat i fabricat per de Havilland Aircraft Company. Destaca per ser un dels primers avions de combat amb propulsió de reacció en entrar en servei. Tot i que originalment s'havia plantejat com un disseny experimental es va decidir produir-lo en sèrie per al seu servei a la Royal Air Force.

## Disseny
El de Havilland Vampire va ser definit per l'analista aeronàutic Francis K. Mason com "l'últim avió de combat monomotor no sofisticat en servir al Commandament de Combat britànic". El Vampire tenia un disseny relativament convencional, amb superfícies de control operades manualment, un fuselatge senzill, sense radar i que, a excepció de la seva planta motriu, emprava pràctiques i tecnologies conegudes. L'altre element distintiu era la configuració de cua única suportada per una extensió doble del fuselatge. La bideriva del Vampire va ser adoptada per a què la tovera del motor pogués ser el més curta i eficaç possible.

## Especificacions (Vampire FB.6)

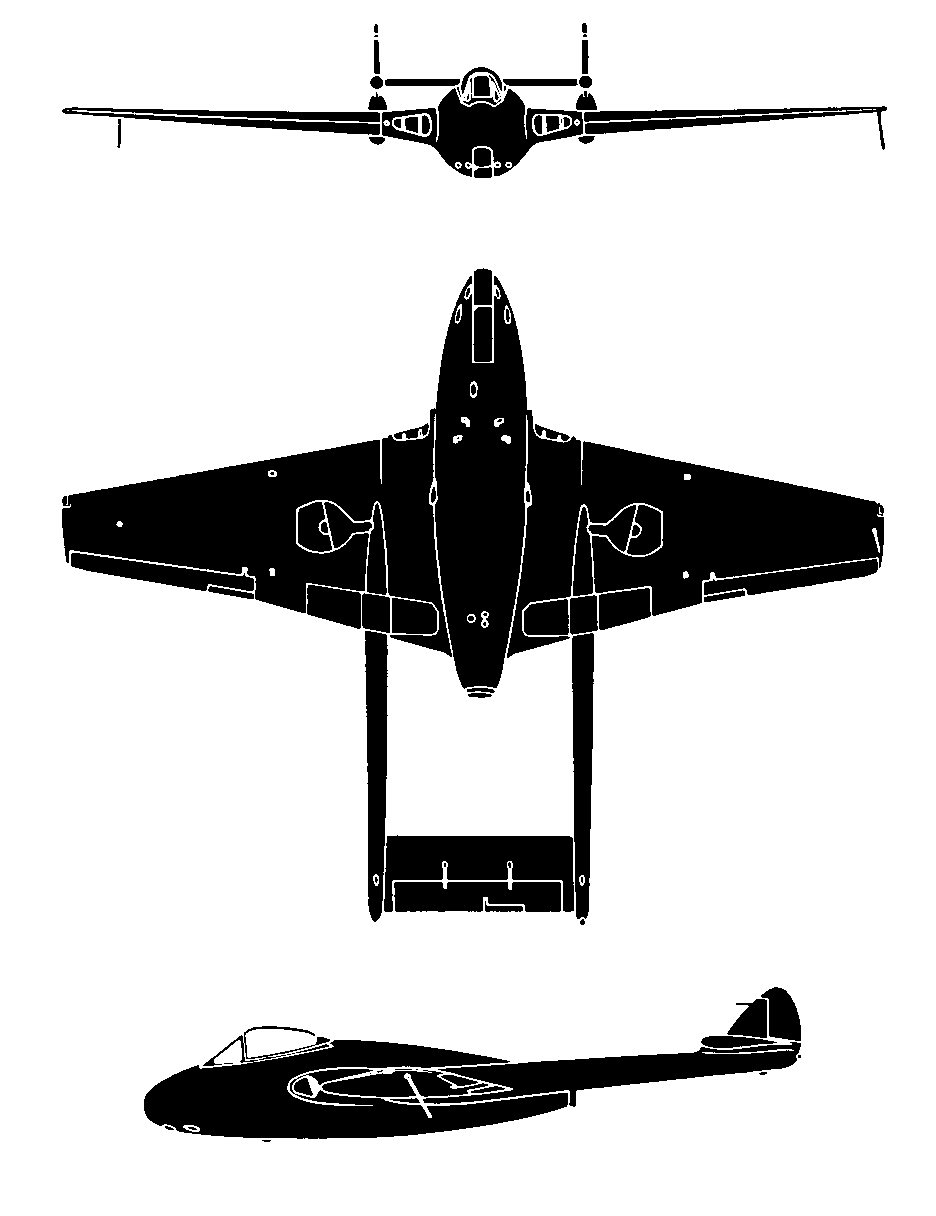
de Havilland Vampire FB.5

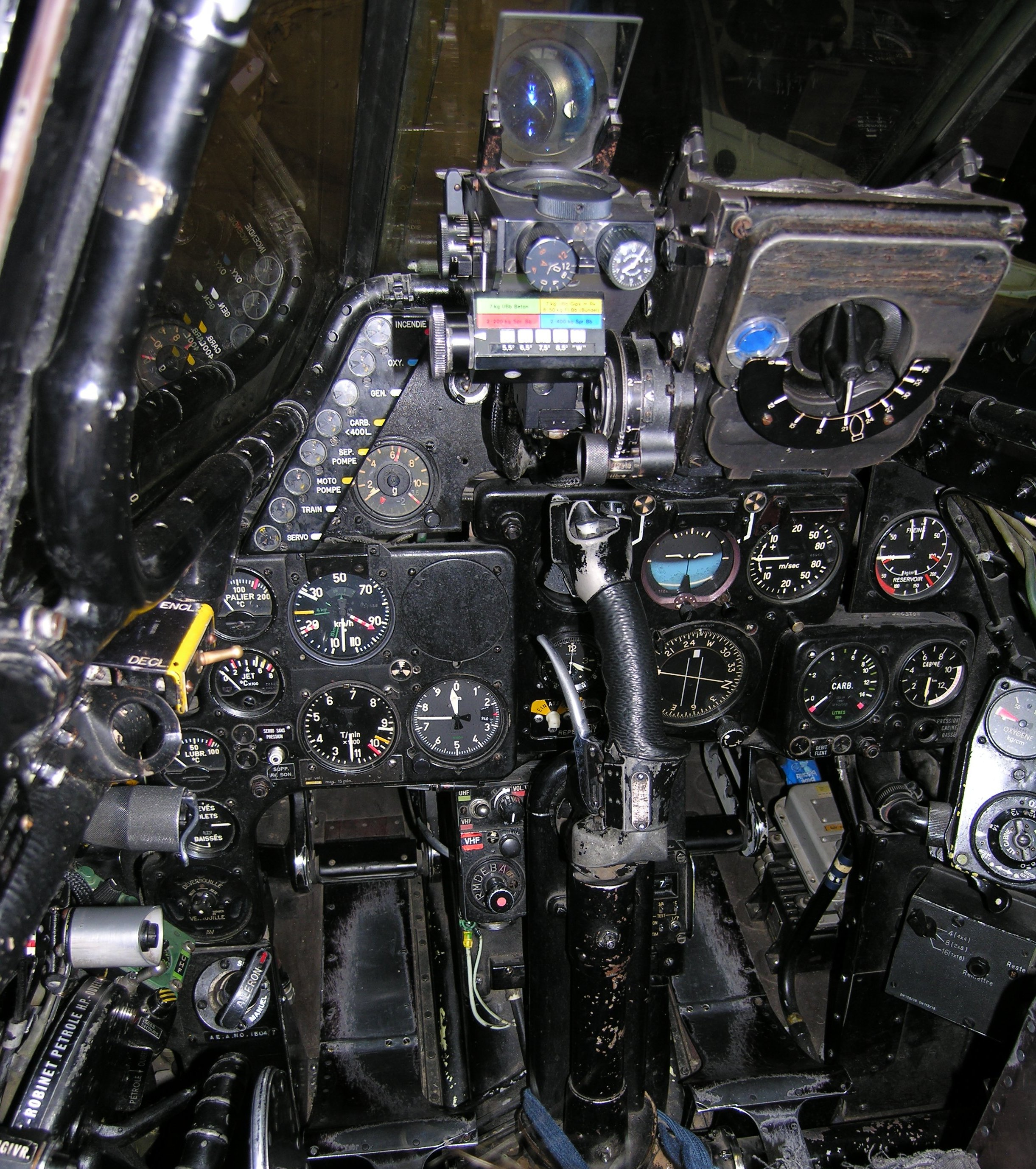
Esquema de la cabina de vol d'un FB.6

Dades de The Illustrated Encyclopedia of Aircraft, The De Havilland Vampire Mk. 5 & 9
Característiques generals
- Tripulació: 1
- Longitud: 9,37 m
- Envergadura: 11,58 m
- Alçada: 2,69 m
- Superfície de l'ala 24,34 m²
- Pes buit: 3.304 kg
- Pes màxim d'enlairament: 5.620 kg[5]
- Motor: 1× turboreactor centrífug de Havilland Goblin 3 , 14,90 kN

 Rendiment 
- Velocitat màxima: 882 km/h
- Abast: 1.960 km
- Sostre de servei: 42.800 peus (13.045 m)
- Ràtio d'ascens: 24,4 m/s[5]

Armament

- Metralladores: 4 × canons automàtics de calibre 20 mm Hispano Mk.V amb 150 cartutxos per arma (600 en total)
- Coets: 8 × coets de calibre 76,2 mm anomenats de "60 lliures"
- Bombes: 2 × 500 lliures (225 kg) bombes o dipòsits de combustible